# Oberdollendorf

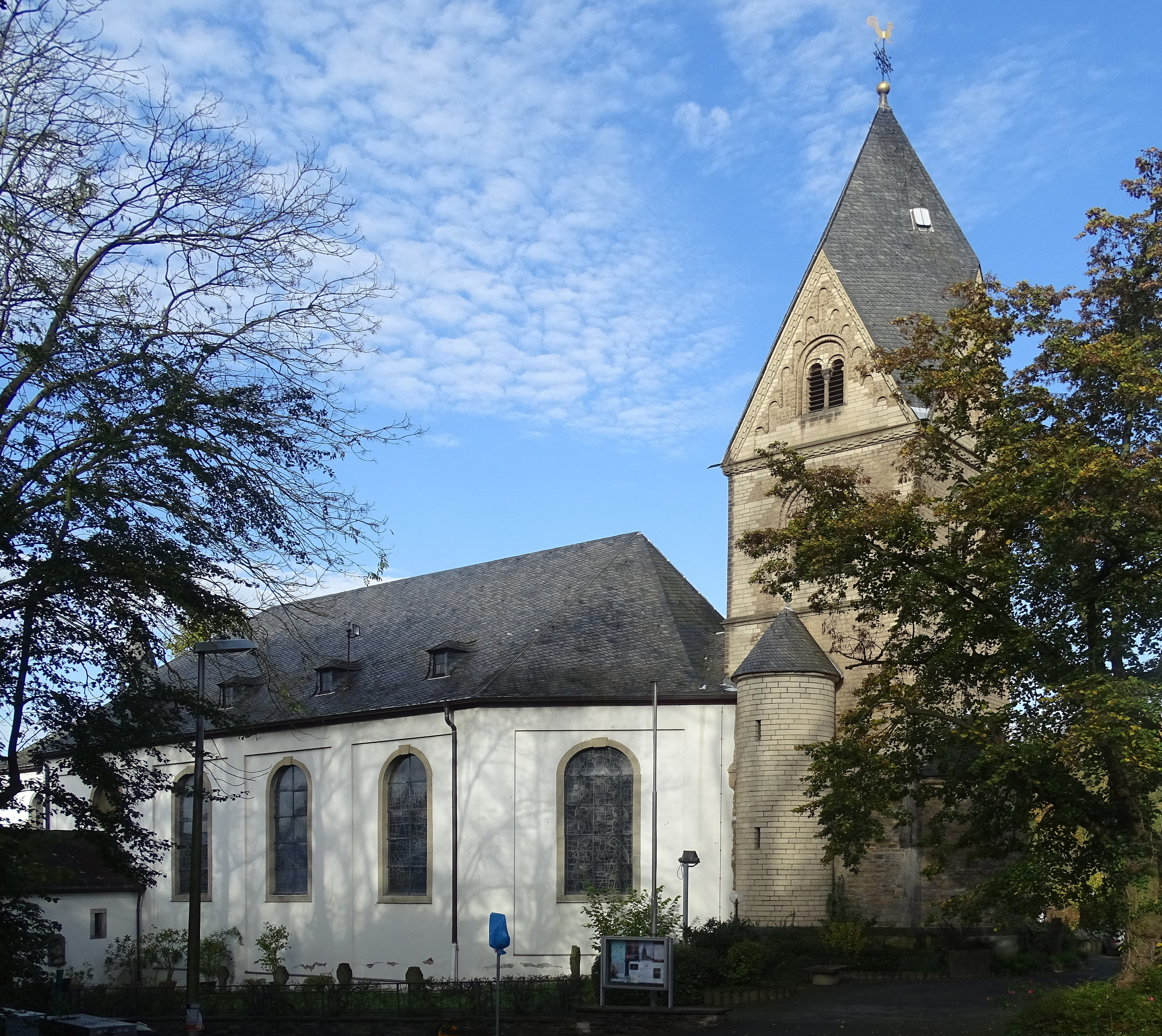
Katholische Pfarrkirche St. Laurentius

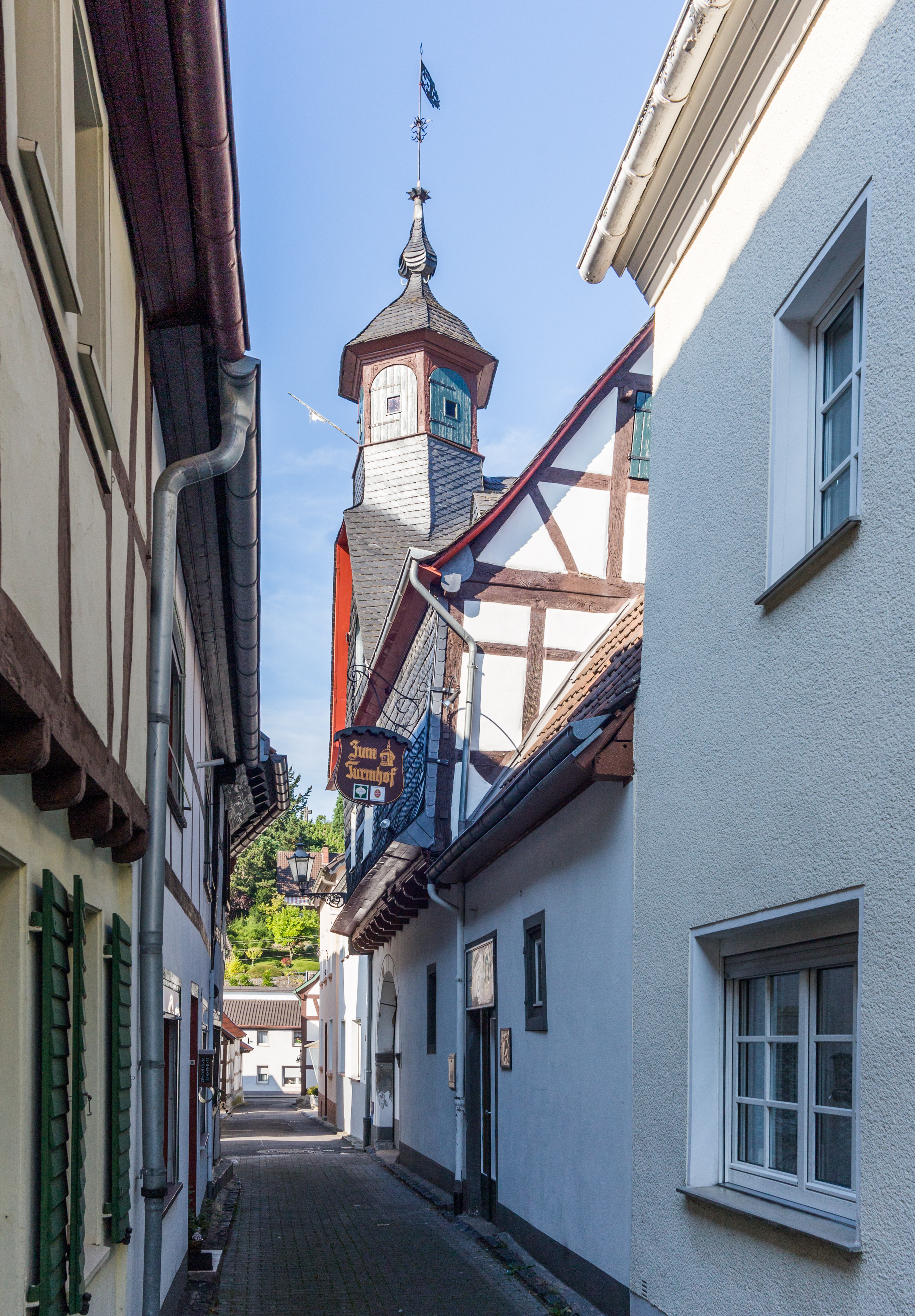
Blick in die enge Turmstraße im Ortszentrum mit dem Turmhof

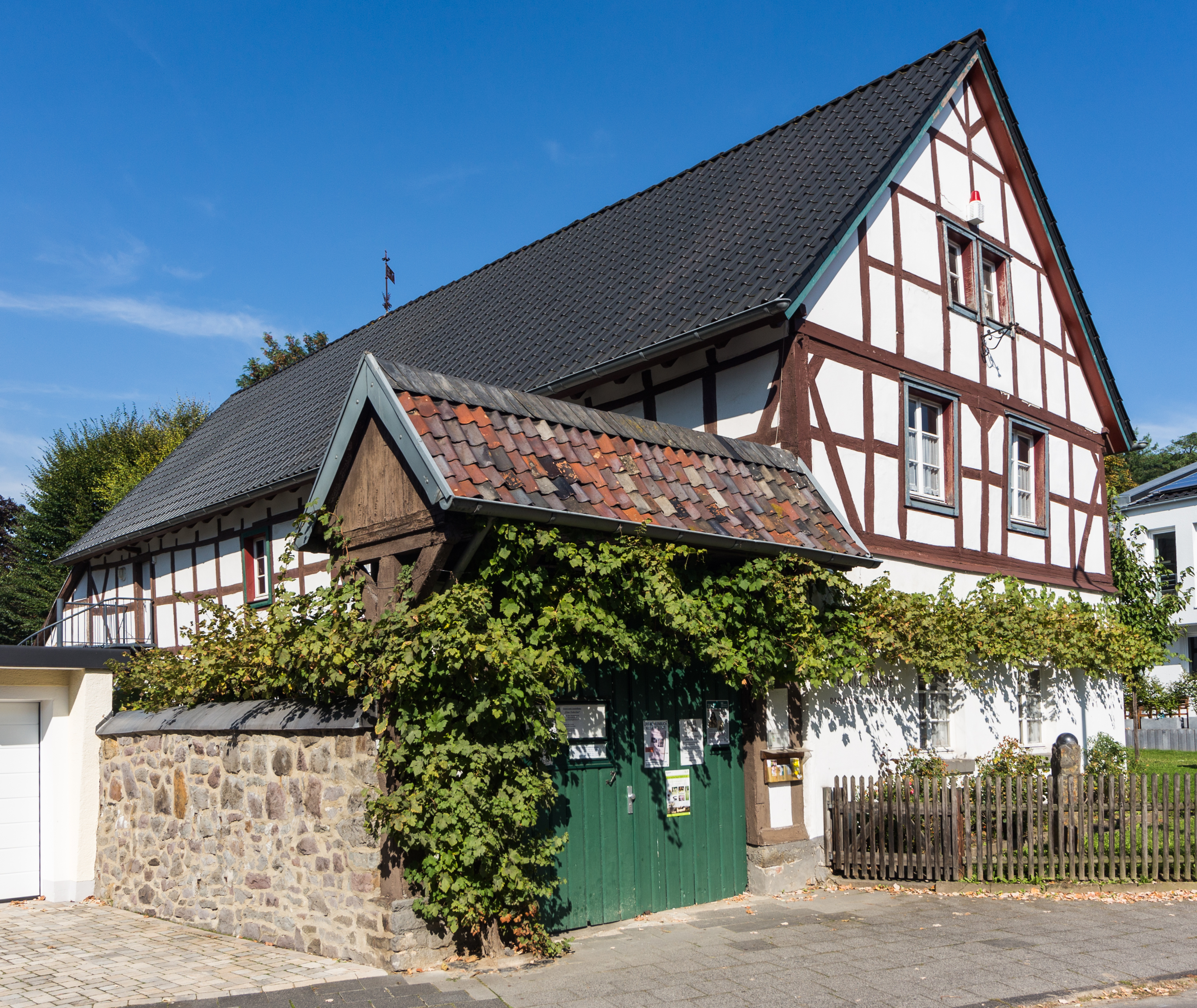
Der Brückenhof

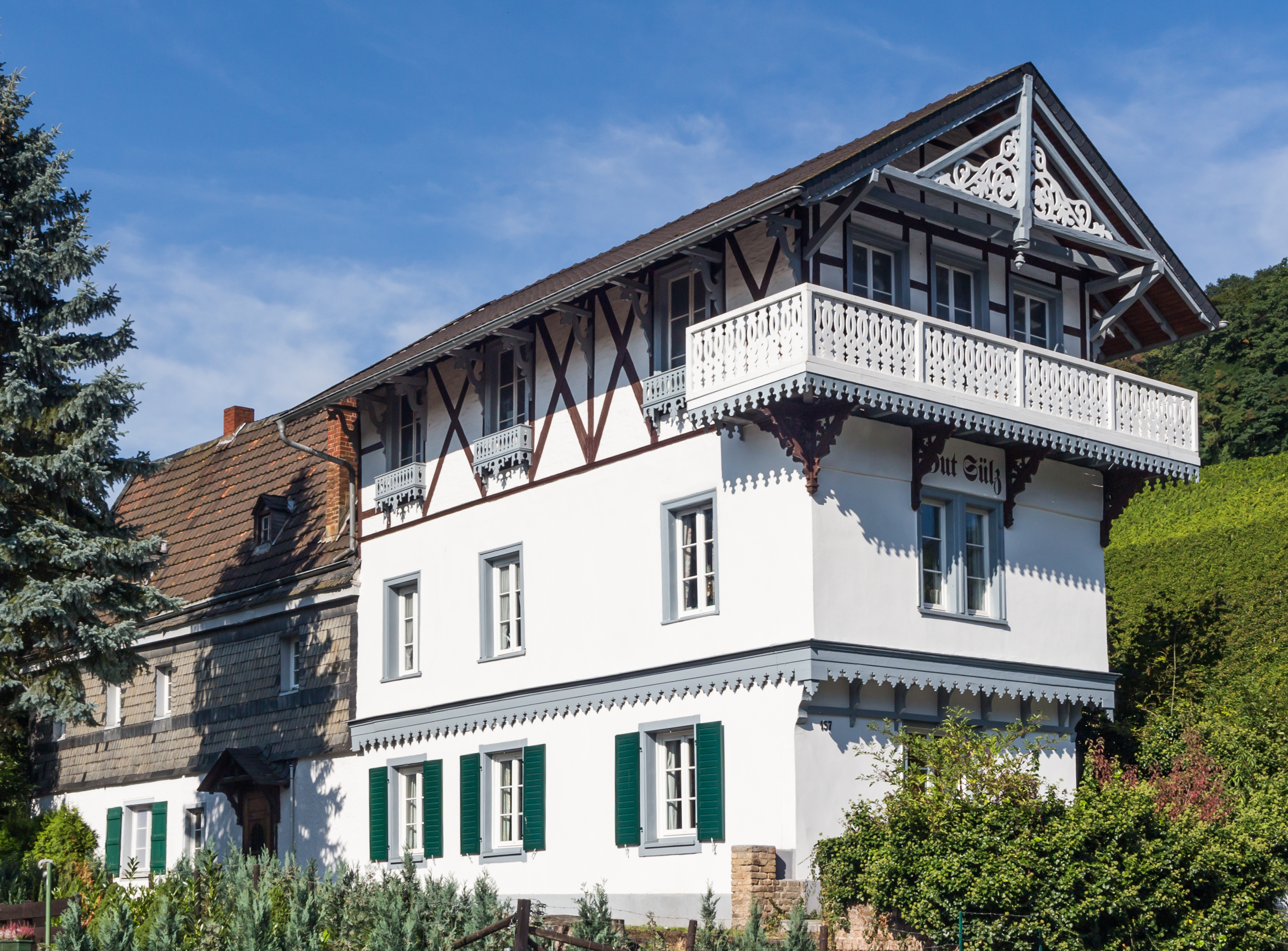
Gut Sülz

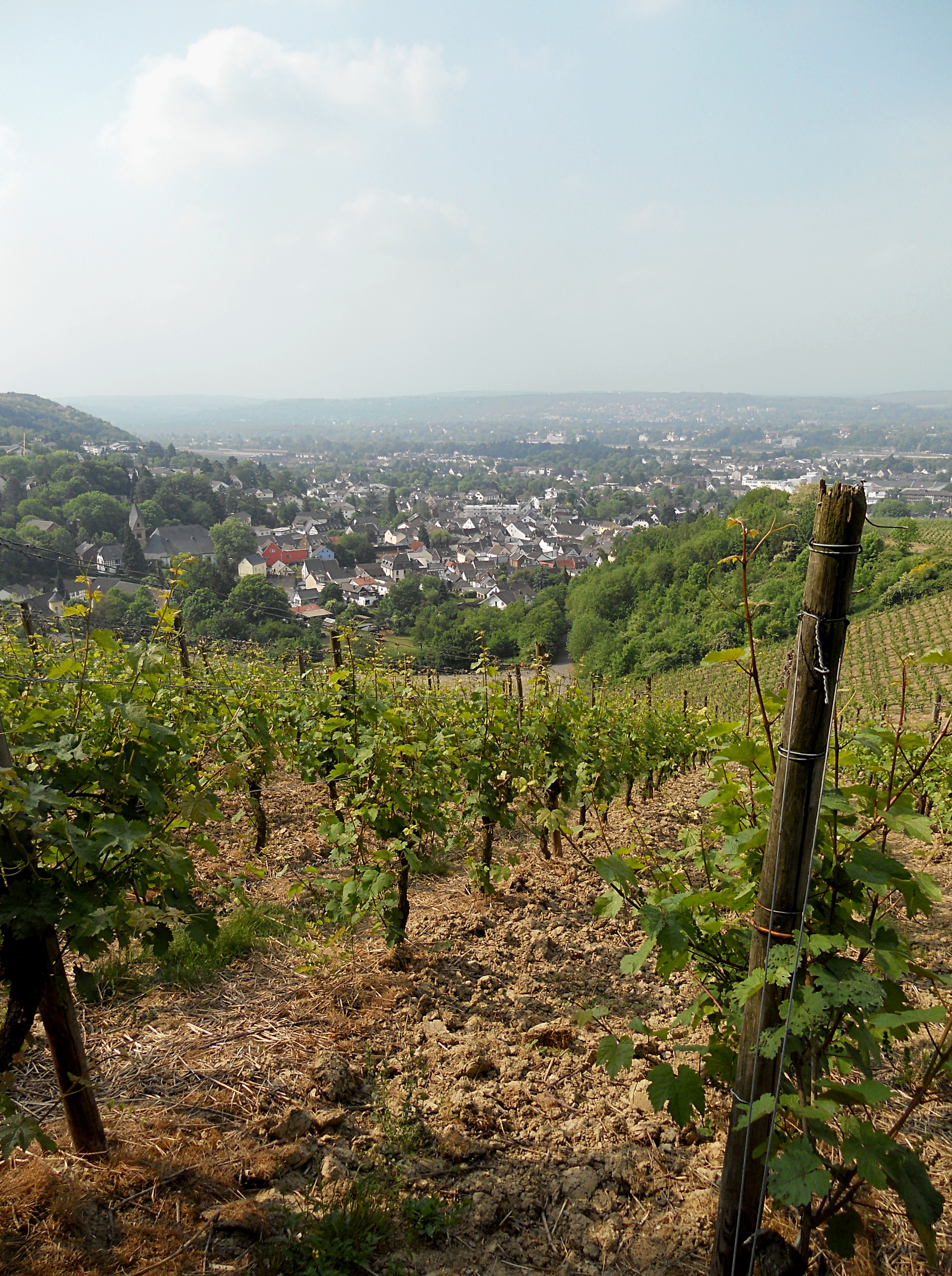
Weinanbau bei Oberdollendorf (Hintergrund)

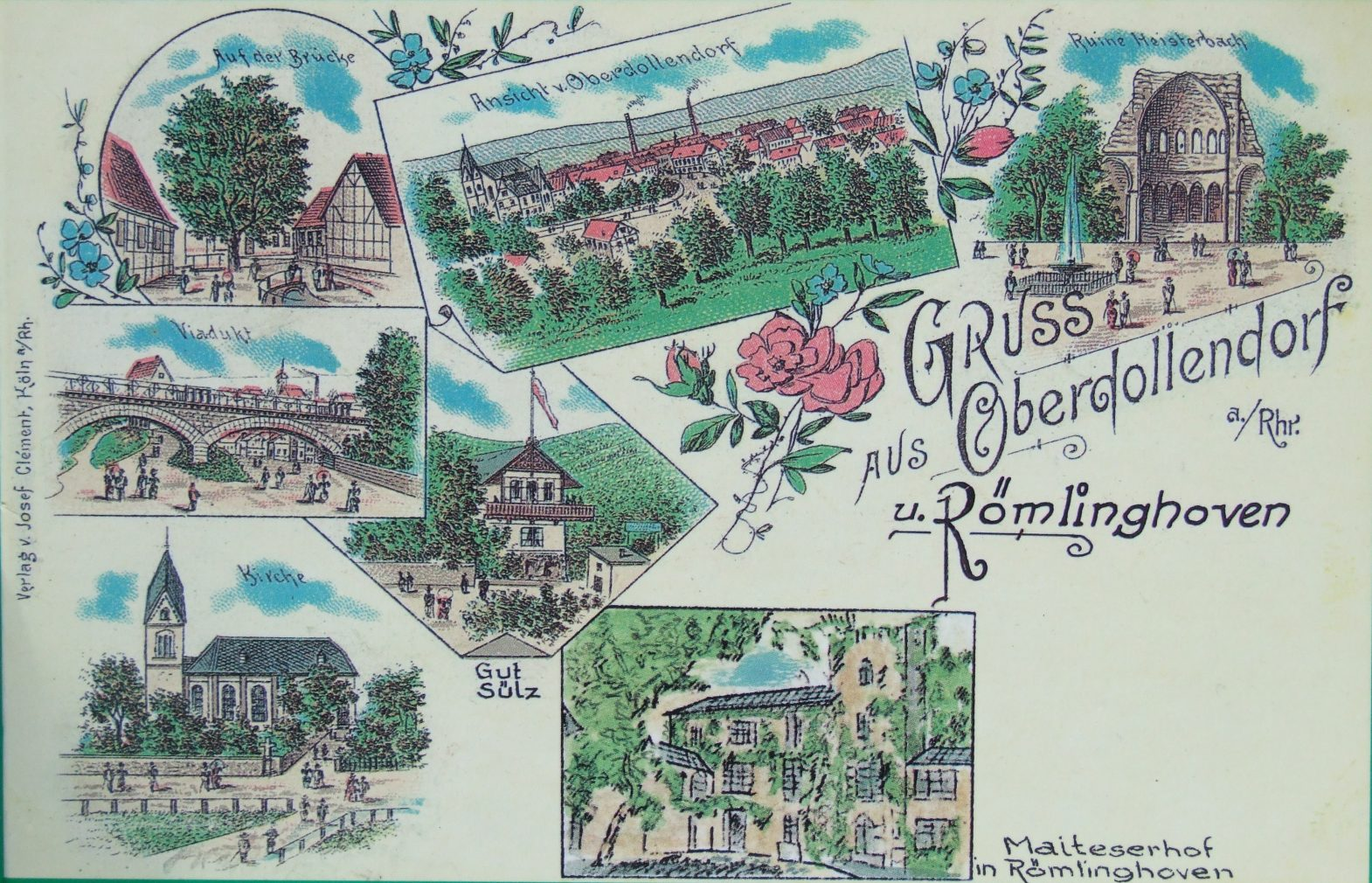
Oberdollendorf und Römlinghoven, Postkarte um 1900

Oberdollendorf ist ein Stadtteil der Stadt Königswinter im nordrhein-westfälischen Rhein-Sieg-Kreis. Er geht fließend in den Stadtteil Niederdollendorf über. Der Stadtteil Oberdollendorf hat mit seinem Ortsteil Römlinghoven 5705 Einwohner, der Ortsteil selbst 5152 (Stand: 30. September 2022).

## Geographie
Oberdollendorf erstreckt sich ein Kilometer östlich des Rheins auf einer Länge von etwa 1,5 Kilometern und einer Breite von einem Kilometer auf einem von Westen (Bundesstraße 42) nach Osten zum Siebengebirge hin ansteigenden Gelände, als nördlichster Ort am rheinseitigen Siebengebirgshang. Das Ortszentrum, ein mehrzeiliges Straßendorf, liegt bereits etwas erhöht auf 68–77 m ü. NHN unterhalb der Weinbauflächen am Westhang der Dollendorfer Hardt (246,7 m ü. NHN). Die Ortschaft zieht sich bis ins Tal des Dollendorfer Bachs (Mühlental), der im Ort kanalisiert verläuft, und geht nahtlos nach Westen in Niederdollendorf und nach Norden in Römlinghoven über. Nach Südosten hin steigt sie zum Petersberg (335,9 m ü. NHN) und seinem Randgipfel Falkenberg (203,4 m ü. NHN) auf der der Dollendorfer Hardt gegenüberliegenden Seite des Mühlentals an. Siedlungsgeographisch lässt sich Oberdollendorf dem Verdichtungsraum Bonn zuordnen.
Der Stadtteil Oberdollendorf liegt im Norden des Stadtgebietes von Königswinter, die Gemarkung reicht im äußeren Nordwesten bis an den Rhein heran und umfasst neben Römlinghoven auch das Kloster Heisterbach. Er grenzt unmittelbar an die zu Bonn gehörenden Stadtbezirke Beuel (Ortsteil Oberkassel) und (über den Rhein) Bad Godesberg.

## Geschichte
Urkundlich erwähnt wurde Dollendorf erstmals 966 von Kaiser Otto I. als „Dullendorf“. In einer Urkunde aus dem Jahre 1144 wurde zum ersten Mal zwischen Oberdollendorf und Niederdollendorf (Dollendorp, item Dollendorp) unterschieden. Oberdollendorf gehörte landesherrlich als Teil des Amtes Löwenburg seit dem 15. Jahrhundert zum Herzogtum Berg. Im Weistum von 1540 werden erstmals Schützen erwähnt, die wahrscheinlich zu den „Kogelschützen“ der Herrschaft Löwenburg, zu der Oberdollendorf damals gehörte, zählen. Über eine St. Sebastianus-Bruderschaft wird 1550 erstmals berichtet. 1597 beteiligte sich Oberdollendorf an der Erneuerung der „Linzer Eintracht“, eines Bündnisses zur gegenseitigen Hilfeleistung bei kriegerischen Überfällen, an dem zahlreiche Orte von Oberkassel bis Hönningen teilnahmen.
Die Kirchspiele Niederdollendorf (Honschaften Niederdollendorf und Heisterbacherrott), Oberdollendorf (die Honschaften Oberdollendorf, Kl. Heisterbach, Römlinghoven) und Oberkassel (Honschaften Oberkassel und Berghoven (Sieg)) bildeten das Gericht und Botamt Dollendorf. Das Kirchspiel Oberdollendorf wurde bis zur Auflösung des Herzogtums Berg im Jahre 1806 von einem sog. Markgedinge verwaltet, in das die sieben Freihöfe der Ortschaft Geschworene entsendeten: der Grevenhof der Abtei Heisterbach, der Mertenhof des Klosters Merten, die Güter der Burgherren von Drachenfels, der Rennenbergerhof der Herren von Rennenberg (heutiger Brückenhof), der Edelkirchenerhof des Herrs von Edelkirchen in Römlinghoven sowie der „Klamerspol“ des Junkers zu Kalmit. Das Kirchspiel hatte folgende Beamte: einen Bürgermeister, einen Kirchmeister, einen Offermann (zugleich Schulmeister) sowie den Schützen. Sie wurden vom Markgedinge ernannt und bis auf den Offermann regelmäßig (zum Teil jährlich) ausgetauscht.
Von 1816 bis 1969 war die Gemeinde Oberdollendorf Teil der Bürgermeisterei Oberkassel (1927 umbenannt in „Amt Oberkassel“). Von 1949 bis 1955 gehörte sie der Enklave Bonn an, ein der Alliierten Hohen Kommission unterstehendes Sondergebiet um den vorläufigen Regierungssitz der Bundesrepublik Deutschland. Mit dem Inkrafttreten der kommunalen Neuordnung des Raums Bonn ging sie am 1. August 1969 in der neuen Stadt Königswinter auf. Die 1872 eingeweihte Synagoge wurde in der Nacht vom 10. auf den 11. November 1938 beschädigt und im März 1939 abgerissen. Zu der Synagogengemeinde Oberdollendorf zählten sich die jüdischen Mitbewohner von Oberdollendorf, Niederdollendorf, Königswinter (heute: Königswinter-Altstadt) und Oberkassel (heute: Bonn-Oberkassel). Im Alliierten Luftkrieg hatte Oberdollendorf bei einem Bombenangriff in der Nacht vom 17. auf den 18. April 1941 mit acht Sprengbomben und 80 Brandbomben die ersten fünf Toten im Siebengebirgsraum zu beklagen.:592 Am 18. März 1945 nahmen amerikanische Kampftruppen Oberdollendorf bei geringem Widerstand ein:616, der danach noch andauernde Beschuss durch deutsche Artillerie führte hier am 21. März zu zwei Todesopfern:616.
1967 hatte Oberdollendorf 4790 Einwohner, von denen 51 in der Land- und Forstwirtschaft, 1049 im verarbeitenden Gewerbe und 814 im Dienstleistungsbereich tätig waren. 1140 Auspendlern standen 336 Einpendler gegenüber. In 12 Industriebetrieben waren 880 Personen beschäftigt. An öffentlichen Einrichtungen waren 1967 vorhanden: 2 Volksschulen, ein Sportplatz, eine Turnhalle, ein Kindergarten, eine Bücherei und ein Krankenhaus. In den 1970er-Jahren wurde in Oberdollendorf (Marienstraße 19) eine Villa errichtet, die später als Residenz des Botschafters der Togolesischen Republik in der Bundesrepublik Deutschland diente. Zu Beginn der 1990er-Jahre gab Togo den Botschaftsstandort aufgrund innenpolitischer Probleme auf, nach 2003 wurde die Villa abgerissen (→ Liste der diplomatischen Vertretungen).

### Einwohnerentwicklung
Zahlen jeweils mit Römlinghoven:
- 1815: 0966
- 1816: 0991
- 1825: 1214
- 1871: 1386
- 1885: 1395
- 1905: 2067
- 1925: 2504
- 1933: 2571
- 1939: 2471
- 1946: 3199
- 1961: 4152

## Sehenswürdigkeiten

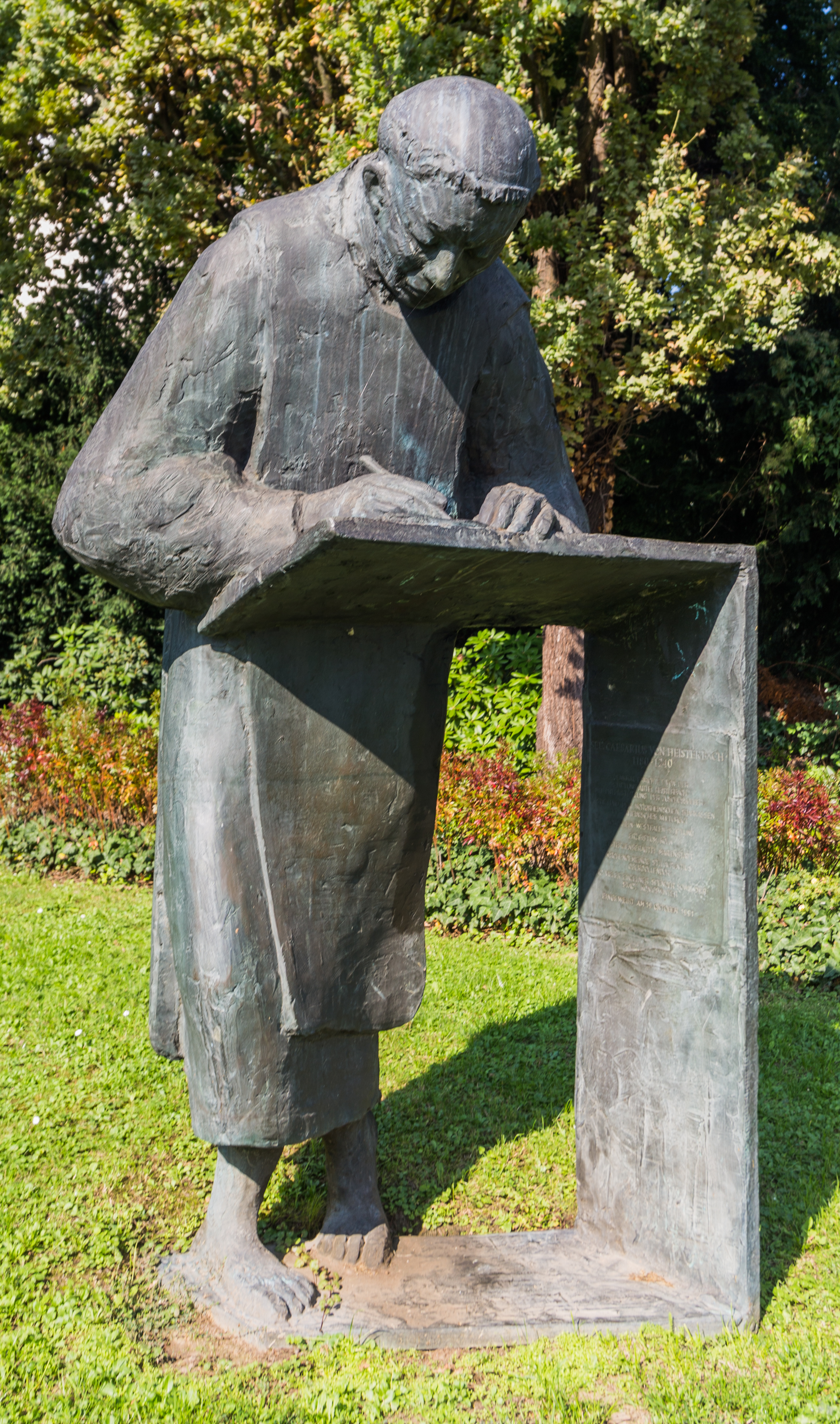
Caesarius-Bronzestatue (1991) von Ernemann Sander

Im Zentrum des Weinortes befindet sich in einem alten Fachwerkhaus auf dem Zuweg zum Rheinsteig das Brückenhofmuseum; es zeigt in seinen Dauerausstellungbereichen eine Präsentation zur Heisterbacher Talbahn mit der „Modellanlage Weilberg“, Sammlungen zu den Themen Steinmetz, Steinbruch, Schreiner, Zimmermann und Küfer, eine komplett eingerichtete Schuhmacherwerkstatt, eine alte Küche und ein Demonstrationsfachwerk. Den Schwerpunkt der Museumsarbeit bilden wechselnde Sonderausstellungen zu lokalen und regionalen Themen und zur Kunst.
Der 2,2 Kilometer lange Weinwanderweg führt durch die etwa acht Hektar große Rebenfläche mit den Lagen Laurentiusberg, Rosenhügel und Sülzenberg. Die Anbauflächen wurden durch ein Flurbereinigungsverfahren von 1973 bis 1979 neu geordnet. Der Sülzenberg gehörte zu dem auf das 10. Jahrhundert zurückgehenden früheren Freihofs Gut Sülz. Das Gut war seit dem 14. Jahrhundert Eigentum der Abtei Heisterbach und bis 1803 Mittelpunkt der Heisterbacher Weinwirtschaft. Seit 1823 ist es in wechselndem Privatbesitz.
Weitere Sehenswürdigkeiten:
- Katholische Pfarrkirche Sankt Laurentius
- Turmhof in der Turmstraße
- Das Denkmal für Cäsarius von Heisterbach des Künstlers Ernemann Sander (1991)
- Steinkreis am Aussichtspunkt Hülle
- Das naturgeschützte, artenreiche Biotop auf dem Kellerberg

## Wirtschaft und Infrastruktur
Bis weit in das 19. Jahrhundert hinein war Oberdollendorf vom Weinbau geprägt. 1878 gab es 51,06 ha Rebfläche. Bereits 1906 war sie auf 23 ha gesunken, 1924 waren es nur noch 7,5 ha. Infolge der Weltwirtschaftskrise konnten durch Arbeitsbeschaffungsmaßnahmen neue Wege geschaffen und Rekultivierungen stattfinden. Die Fläche stieg wieder auf 23 ha im Jahr 1934 an. 1939 gab es in Oberdollendorf 89 Weinbaubetriebe, die meisten waren jedoch für die Winzer nur Nebenerwerb. 1978 wurde mit Unterstützung des Landes Nordrhein-Westfalen ein umfangreiches Weinberg-Flurbereinigungsverfahren durchgeführt. Heute gibt es nur noch einen Winzerbetrieb. Ein 2,2, km langer Weinwanderweg in den Weinbergen gibt auf 15 Tafeln Informationen zum Wein und Weinbau. Die Rebflächen am Westhang der Dollendorfer Hardt zählen im Bestimmten Anbaugebiet Mittelrhein zum Bereich Siebengebirge und zur Großlage Petersberg und umfassen von Nord nach Süd die Einzellagen Rosenhügel, Laurentiusberg und Sülzenberg.
An dem Bach, der von Heisterbach kommend durch Oberdollendorf in Richtung Rhein verläuft, standen um 1800 mehrere Mühlen. Ihre Zahl ging im Laufe des 19. Jahrhunderts zurück. Einige wie die so genannte Schleifmühle verfielen, andere wurden für Wohnzwecke weiterhin genutzt. Heute erinnert nur noch der Straßenname Mühlental daran.
Seit 1871 existierte im heutigen Weinhaus Lichtenberg eine Postanstalt: die zunächst eingerichtete Postexpedition wurde 1876 zum Postamt III. Klasse.

## Verkehr

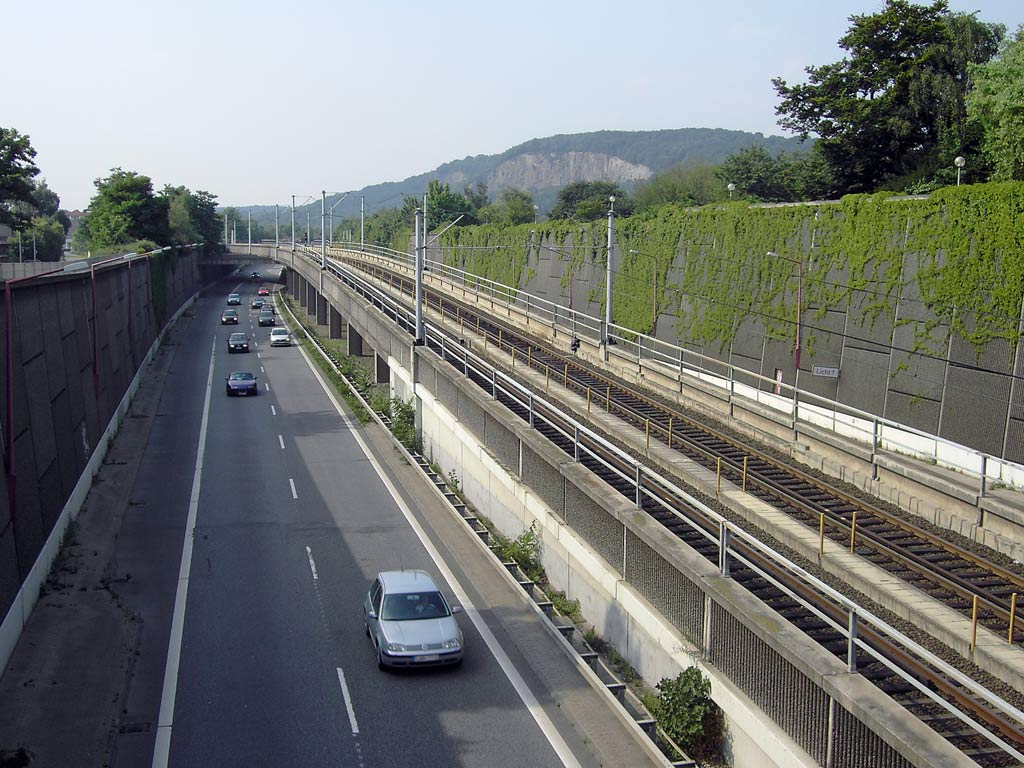
Tunnel der B 42 in Oberdollendorf mit Rampe der Siebengebirgsbahn

Oberdollendorf ist an die Bundesstraße 42 angebunden, die im Bonner Ortsteil Ramersdorf in die Flughafenautobahn  A 59 übergeht. Die B 42 trennt zum Teil die Stadtteile Oberdollendorf und Niederdollendorf ab, allerdings muss man nicht überall über eine Brücke gehen, da ein 610 Meter langer Tunnel (Tunnel Oberdollendorf) als Teil eines Trogbauwerks das Stadtgebiet unterquert. Ebenfalls durch diesen Tunnel verläuft die Stadtbahntrasse der Siebengebirgsbahn (Linie 66), die weiter über Bonn nach Siegburg und in Richtung Bad Honnef führt. Nördlich des Tunnels verläuft die Anfang bis Mitte der 1980er-Jahre neugebaute Bundesstraße im Trog und geht danach in den Tunnel Oberkassel über.
Der Bau der autobahnähnlich ausgebauten Bundesstraße hatte für Oberdollendorf eine große städtebauliche Bedeutung: Straßen wurden verlegt, abgerissen und voneinander getrennt sowie Tunnel und Brücken gebaut. Das Bauwerk wurde wegen der starken und steigenden Verkehrsströme in Richtung Bonn vierspurig gebaut.
Lange Zeit verfolgt wurde der Bau eines Ennertaufstiegs als Verbindung zur Bundesautobahn 3.
Über den nur ca. 100 Meter entfernten Bahnhof Niederdollendorf hat Oberdollendorf auch einen direkten Anschluss an die Rechte Rheinstrecke der Deutschen Bahn.

## Personen
Bekannte und berühmte Personen aus Oberdollendorf oder die in Oberdollendorf lebten oder leben:
- Hermann Christian Hülder (1730–1810), Bürgermeister und Chronist
- David Cahn (1818–1891), Besitzer des „Weinguts Sülz“
- Caspar Joseph Brambach (1833–1902), Komponist
- Julius Asbach (1854–1908), Historiker und Geschichtslehrer
- Ferdinand Schmitz (1866–1943), Historiker
- Pantaleon „Leo“ Tendler (1881–1975), zweimaliger Gemeindevorsteher, seit 1961 Ehrenbürger der Gemeinde Oberdollendorf
- Alfred Erich Euchler (1888–1967), Künstler
- Josef Scheuren (1898–1972), Politiker, Mitglied des Bundestages
- Jean „Jodokus“ Assenmacher (1914–1994), Autor heimatkundlicher und mundartlicher Texte, Zeichner
- Diether Deneke (1918–2002), Politiker
- Ernemann Sander (1925–2020), Künstler
- Frank Mella (* 1949 in Oberkassel), Redakteur, Kolumnist, Träger des Bundesverdienstkreuzes und „Erfinder“ des Deutschen Aktienindex DAX[10]
- Rosi Röhm (* 1951), Künstlerin und Bildhauerin
- Burkhard Mohr (* 1959), Karikaturist, Maler und Bildhauer
- Martin Thiebes (1962–2021), Steinbildhauer
- Horst Heldt (* 1969), Profifußballer

### Gemeindevorsteher
Die Gemeindevorsteher des Ortes von 1914 bis zur Eingemeindung nach Königswinter 1969:
- 1914–1919: Franz Frembgen
- 1919–1924: Georg Hubert Laufenberg
- 1924–1925: Franz Thiebes
- 1925–1929: Josef Sand
- 1929–1935: Pantaleon „Leo“ Tendler
- 1935–1941: Josef Sand
- 1945–1961: Pantaleon „Leo“ Tendler
- 1961–1964: Wilhelm Schmitz
- 1964–1969: Fritz Nenzel